# Janjevci

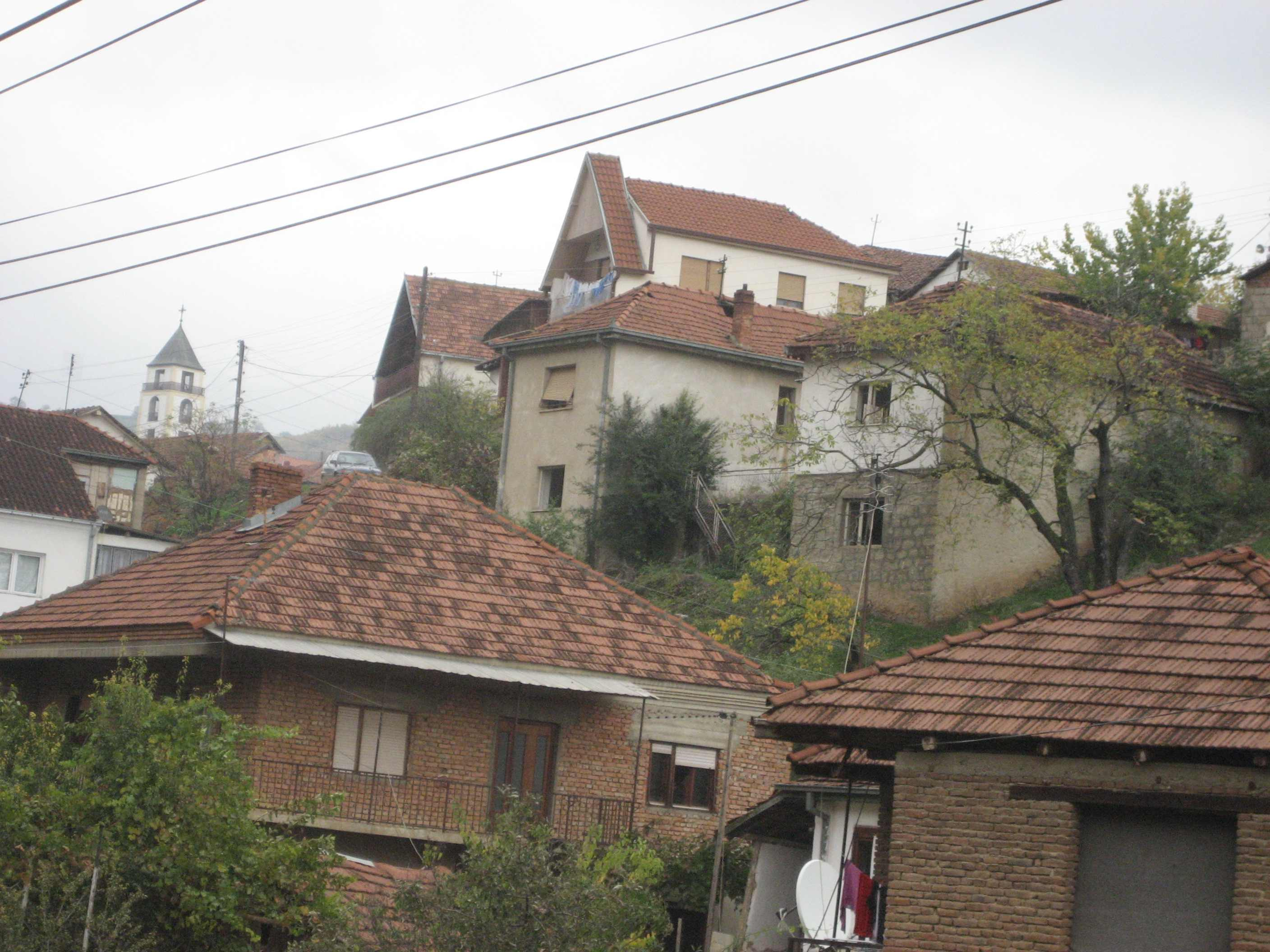
Staden Janjevo, traditionellt centrum för denna folkgrupp.

Janjevci är en slavisk (kroatisk) folkgrupp från städerna Janjevo och Letnica och deras omnejd i Kosovo. Janjevci är av kroatiskt ursprung och till skillnad från andra slaver i regionen är de katoliker. Det finns idag cirka 10 000 personer som deklarerar sig att vara janjevci, varav de flesta i dag bor i Kroatien.

## Ursprung
Den äldsta bevarade källan om janjevcis existens kommer från 1303 då påve Benedikt XI nämner Janjevo som center för den katolska församlingen sankt Nikolaus. Janjevci kom ursprungligen som handelsmän från Dubrovnik och Hercegovina under 1300-talet. De har lyckats behålla sin katolska tro och sina kroatiska traditioner genom århundraden.

## Historia
Redan under 1950-talet började en utvandring av janjevci från Kosovo till Kroatien. De slog sig ner främst i Zagreb och har sedan 1970-talet bildat ett samhälle i stadsdelen Dubrava, som de omvandlat till deras kulturella centrum. Under 1990-talet har den kroatiska minoriteten i Kosovo varit tvungna i hög grad utvandra till Kroatien på grund av Kosovokriget. Mellan 1992 och 1996 bosatte sig många janjevci från Kosovo i tidigare serbiska hem i Slavonien och Dalmatien. Efter att de serbiska flyktingarna börjat återvända uppstod en stor fientlighet mellan grupperna.

## Dagens situation
1991 bodde det över 8 000 janjevci i Kosovo men 1998 bodde endast cirka 1 300 kvar. Då hade den större delen emigrerat till Kroatien. I dag är janjevcis närvaro i Kosovo nästan obefintlig.[källa behövs] De flesta janjevci bor idag i Kroatien, främst i stadsdelen Dubrava i Zagreb men även i mindre populationer i Dalmatien och Slavonien.